# كاتسونوري نومورا
كاتسونوري نومورا (باليابانية: 野村克則؛ بالكانا: のむら かつのり) هو لاعب كرة قاعدة ياباني، ولد في 23 يوليو 1973 في تويوناكا في اليابان.

## وصلات خارجية
- كاتسونوري نومورا على موقع الدوري الياباني لكرة القاعدة (الإنجليزية)
- كاتسونوري نومورا على موقعبيزبول رفرنس.كوم (الدوري الثانوي) (الإنجليزية)